# Canon de 14 cm/40 Type 11
Le canon de 14 cm/40 Type 11 était la batterie de surface standard utilisée par les croiseurs-sous-marins japonais pendant la Seconde Guerre mondiale. 

## Conception
Ils étaient principalement montés en batterie simple, excepté la classe Junsen qui était équipée d'une tourelle double. Les sous-marins japonais I-7 et I-8 étaient équipés d’un montage double inhabituel, capable de pointer en site à + 40 °. Le type 11 fait référence au bloc de culasse coulissant horizontal des canons. La conception des blocs débute en 1922, la onzième année de l'ère Taishō. Ce canon de 40 calibres tirait des obus de 38 kg à une distance maximale de 16 000 mètres en tir de surface (+ 30 °) et ce à raison de 5 coups par minute.

## Utilisation
Cette arme a été utilisée par l'I-17 pour couler le SS Emidio et pour bombarder le champ pétrolifère d'Ellwood, près de Santa Barbara, en Californie. Il a également été utilisé par l'I-25 pour le bombardement de Fort Stevens dans l'Oregon près de l'embouchure du fleuve Columbia et par l'I-26 pour pilonner le phare d'Estevan Point en Colombie-Britannique.